# 세라 랭커셔
세라 랭커셔(영어: Sarah Lancashire, CBE, 1964년 10월 10일~)는 잉글랜드의 배우이다.

## 출연 작품

### 텔레비전
- 코로네이션 스트리트 (1987; 1991-96, 2000)
- 스킨스 (2007)
- 올리버 트위스트 (2007)
- 닥터 후 (2008)
- 폭풍의 언덕 (2009)
- 더 파라다이스 (2012-13)
- 해피 밸리 (2014-16, 2023)
- 줄리아 (2022-23)

### 영화
- 더 드레서 (2015, The Dresser)
- 노인 부대 (2016, Dad's Army)
- 예스터데이 (2019) - 리즈 역

## 서훈
- 2017년 대영 제국 훈장 4등급(OBE) 수훈[1]
- 2025년 대영 제국 훈장 3등급(CBE) 수훈